# Siegfried Meurer (Ingenieur)
Joachim Siegfried Meurer (* 9. Mai 1908 in Dresden; † 2. Dezember 1997 in Kreuth) war ein deutscher Maschinenbauingenieur und der Entwickler des MAN-M-Motors.
Meurer studierte von 1927 bis 1933 an der Technischen Hochschule Dresden Maschinenbau, wo er sich der studentischen Verbindung Corps Altsachsen anschloss, und war dort bis 1938 Assistent. 1937 promovierte er über piezoelektrische Indikatoren als Messaufnehmer. Unterbrochen durch eine von 1946 bis 1950 währende Tätigkeit als Leiter der thermodynamischen Abteilung des „Arsenal de l'Aeronautique“ in Paris war er ab 1938 bei der Firma MAN im Bereich Forschung und Entwicklung tätig, ab 1962 als Vorstandsmitglied. 1969 wurde er an der  Technischen Hochschule Aachen zum Honorarprofessor ernannt.
Meurer entwickelte 1954/55 den leisen Diesel-Vielstoffmotor (Mittenkugel- oder M-Verfahren) und wurde daher als Vater des Flüstermotors bezeichnet. Zum Zeitpunkt seines 60. Geburtstages konnte er auf 50 Patente bzw. Patentanmeldungen verweisen.
Meurer war viele Jahre mit Lotti Meurer (geb. Körner) verheiratet und hatte vier Kinder sowie sechs Enkel. Er lebte in Augsburg und Kreuth, wo er Rotarier war. Er war Mitglied des Vereins Deutscher Ingenieure (VDI). Im Jahr 1967 wurde Vorsitzender der VDI-Fachgruppe Fahrzeugtechnik.
Meurer war eng mit dem bekannten Münchner Wissenschaftler Albrecht Hussmann befreundet und hielt auch nach dem Bau der Mauer lange Zeit Kontakte zu den Dresdner Kollegen am Institut für Verbrennungsmotoren und Kraftfahrzeugwesen.

## Auszeichnungen
- 1958: VDI-Ehrenzeichen[1][2]
- 11. Dezember 1959: Ehrendoktorwürde der Technischen Hochschule Karlsruhe
- 1965 Johann Joseph Ritter von Prechtl-Medaille[1]
- 1968 Werner-von-Siemens-Ring[3]
- 1974 Wilhelm-Exner-Medaille[4]
- 1975 James Watt International Medal von der Institution of Mechanical Engineers, London
- 1977 Fellow Grade of Membership der Society of Automotive Engineers (SAE), USA
- 1982 Ehrendoktorwürde der University of Technology, Loughborough (UK)